# Archambault VII.
Archambault VII. (deutsch: Archibald, 1108/09–1171 bezeugt; † vor 1173) war Herr von Bourbon. Er war der Sohn von Aimon II. de Bourbon und Aldesinde von Nevers.
Er heiratete vor dem 25. Januar 1140 Agnes von Savoyen, Tochter des Grafen Humbert II. Das Paar bekam einen Sohn und eine Tochter:
- Archambault VIII. (* 29. Juni 1140; † 26. Juli 1169) ⚭ Alix von Burgund, Tochter von Odo II., Herzog von Burgund
- Tochter; ⚭ Ebles de Charenton, 1047–1059 bezeugt

1147 nahm er das Kreuz für den Zweiten Kreuzzug. Da sein Sohn einige Jahre vor ihm starb (was zu Problemen in der Zählung der Herren von Bourbon führt), ging der Besitz mit seinem Tod an seinen einzigen Nachkommen, seine Enkelin Mathilde (Mahaut), die mit ihrer Ehe das Bourbonnais dem Haus Dampierre zuführte.